# Потапенко, Сергей Викторович
Потапенко Сергей Викторович (род. 24 сентября 1953 года, г.Крымск Краснодарского края, СССР) — судья Верховного суда России (с 2002 г.), Судебной коллегии по гражданским делам Верховного суда России (с 2004 г.), c 2008 г. — Председатель Волгоградского областного суда. Доктор юридических наук, профессор ХГУ.

## Биография
Потапенко Сергей Викторович, 24.09.1953 года рождения, Заслуженный юрист Российской Федерации, доктор юридических наук, профессор, судья высшего квалификационного класса. Родился в г. Крымске Краснодарского края. В 1979 г. с отличием закончил Кубанский государственный университет, юридический факультет. В 1985 г. закончил заочную аспирантуру ВНИИ советского законодательства. 26 марта 1986 г. защитил кандидатскую диссертацию «Уголовно-процессуальные гарантии конституционного права на судебную защиту». Научный руководитель Гуценко К. Ф. 25 апреля 2002 г. защитил докторскую диссертацию «Проблемы судебной защиты от диффамации в СМИ». 18 июля 2007 г. присвоено звание профессора по кафедре гражданского права и процесса.
В настоящее время председатель Волгоградского областного суда, по совместительству профессор кафедры гражданского права и процесса Волгоградского государственного университета. Автор более 70 научных работ, в том числе 2 монографии, 2 учебных пособия, 5 научно-практических пособий. Основные работы в области гражданского права: Судебная защита от диффамации в СМИ.-Краснодар, 2002; Настольная книга судьи по гражданским делам. — М., 2006 (в соавт.); Настольная книга судьи по спорам о праве собственности. — М., 2007 (в соавт.); Диффамационное право: гражданско-правовой аспект. — Абакан, 2007; Гражданско-правовая защита чести, достоинства и деловой репутации от диффамации в СМИ. — Иркутск, 2008; Гражданско-правовые способы защиты права собственности на недвижимость. — М., 2010 (в соавт.).
Вклад, внесенный ученым в развитие науки гражданского права, связан с исследованием проблем защиты права собственности, а также чести, достоинства и деловой репутации от диффамации в СМИ. В публикациях автора исследуются не только традиционные вещно-правовые способы защиты права собственности (иск о признании права собственности, виндикационный и негаторный иски), когда собственность примитивно захватывается без всякого «юридического прикрытия» или собственнику чинятся препятствия в пользовании. Речь идет о более актуальном, когда захват собственности сопровождается юридическими действиями по оформлению прав на чужое имущество. В этом случае лицо, неправомерно утратившее право собственности, ограничено в использовании вещно-правовых способов защиты своей собственности и вынуждено прибегать к иным, в частности, обязательственным, способам защиты гражданских прав. Поэтому автор пишет не только о традиционной проблеме конкуренции исков, но и о выборе оптимального материально-правового способа защиты права собственности. Не остались без внимания автора также «нетрадиционные» способы защиты права собственности: путём признания недействительным акта государственного органа или органа местного самоуправления; возражений против требований, направленных на лишение или ограничение права собственности в публичных интересах и другие.
24 февраля 2005 г. было принято постановление Пленума Верховного Суда РФ № 3 «О судебной практике по делам о защите чести и достоинства граждан, а также деловой репутации граждан и юридических лиц». Потапенко С. В., в то время судья Верховного Суда РФ, являлся одним из разработчиков проекта постановления этого Пленума, докладчиком на Пленуме, поэтому многие его научные наработки были закреплены в названном постановлении уже как правовая позиция Верховного Суда РФ. В частности, ключевой характер носит тезис о балансе права на защиту чести и достоинства с другими правами и свободами.